# Pic Noir (Savoie)
Ne doit pas être confondu avec Pic noir.
Le pic Noir est un sommet des Alpes françaises dans le massif des Cerces en Savoie, entre les communes d'Orelle et de Freney. Il culmine à 2 874 mètres d'altitude.

## Géographie
Le sommet se situe au sud de la roche Fleurie (2 573 m).

## Accès
Le principal accès à ce sommet s'effectue par le Plan des Maures avant d'arriver au lac du Grand Filon ou bien par le col des Sarrasins en provenance de Modane.